# Bourgmestre (Belgique)
 (mai 2014).
Si vous disposez d'ouvrages ou d'articles de référence ou si vous connaissez des sites web de qualité traitant du thème abordé ici, merci de compléter l'article en donnant les références utiles à sa vérifiabilité et en les liant à la section « Notes et références ».
Pour les articles homonymes, voir Bourgmestre (homonymie).
En Belgique, le ou la bourgmestre (/buʁg.mɛstʁ/, en néerlandais : burgemeester, en allemand : Bürgermeister) est le détenteur du pouvoir exécutif au niveau communal ainsi que le représentant du gouvernement dans la commune. Les bourgmestres sont nommés pour la durée du conseil communal, c'est-à-dire un terme de six ans.

## Histoire

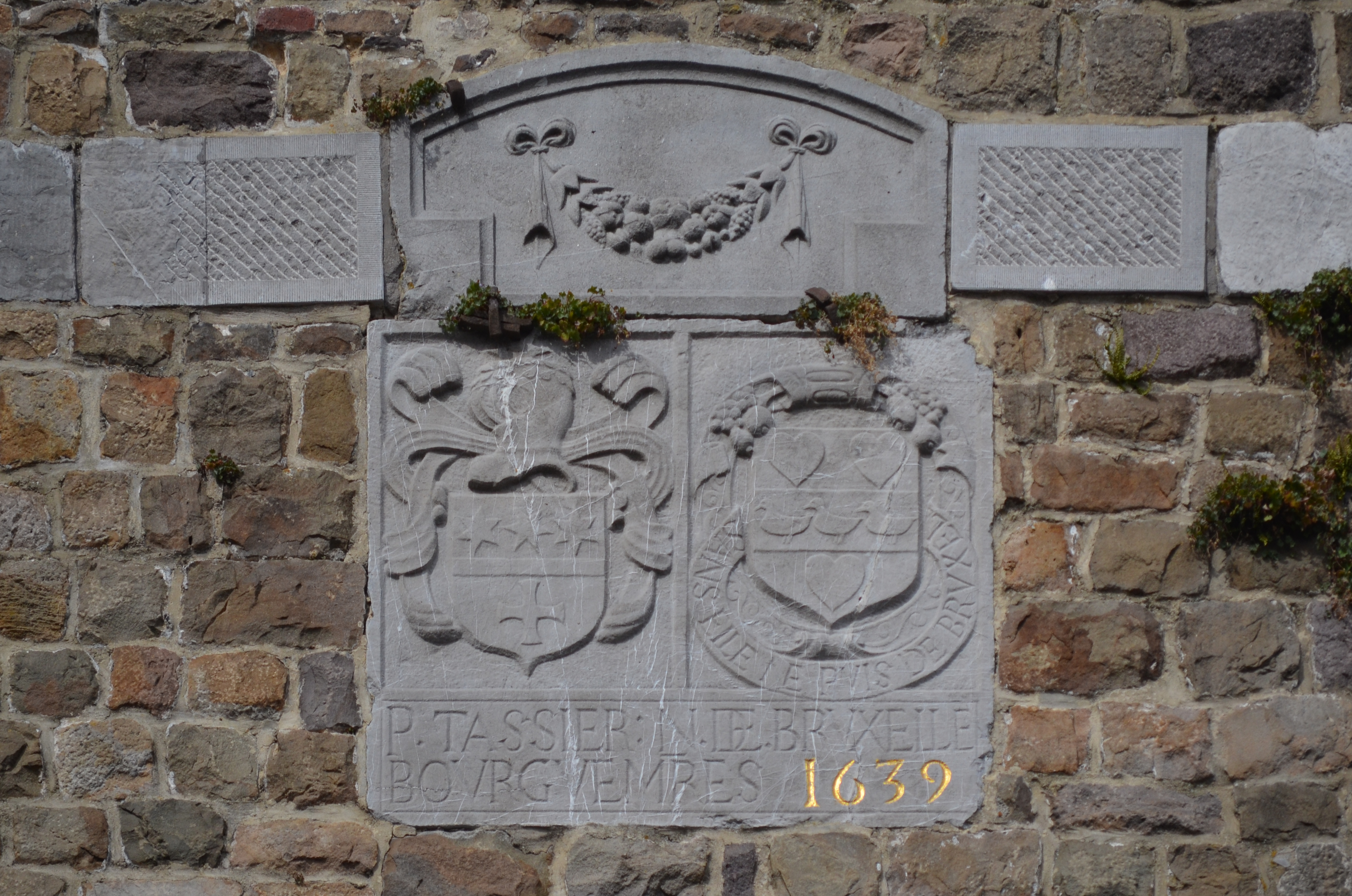
Armoiries de Pierre le Tassier et Nicolas de Bruxelles, bourgmestres de Thuin en 1638-1639. Face sud du beffroi de Thuin.

Sous l'Ancien Régime, certaines villes de la principauté de Liège élisaient à la Saint-André[réf. nécessaire] deux bourgmestres qui occupaient conjointement le poste pendant un an (ex : Liège,,  Waremme[réf. nécessaire] ou Thuin).
Durant la période française, l'appellation « bourgmestre » fut remplacée par « maire » jusqu'au 16 août 1817.

## Autres dénominations
En Région wallonne et à Bruxelles, le bourgmestre est parfois appelé « mayeur » ou « maïeur » (terme emprunté au wallon mayeur, de même étymologie que le français maire), notamment dans les médias, mais n'est pas utilisée dans les écrits officiels. En région flamande, le bourgmestre est appelé parfois meyer ; en Gaume, on emploie souvent le terme « maire », par ailleurs utilisé en France.

## Fonctions
Le bourgmestre est chargé de l'exécution des lois, des décrets, des ordonnances, des règlements et arrêtés de l'État, des régions, des communautés, des commissions communautaires, du conseil provincial et du collège provincial, à moins qu'elle ne soit formellement attribuée au collège communal ou au conseil communal.
Il remplit les fonctions d'officier de l'état civil. Il est particulièrement chargé de faire observer exactement tout ce qui concerne les actes et la tenue des registres. Pendant son absence ou son empêchement, le bourgmestre peut déléguer à un échevin (ce dernier étant tenu d'accepter ladite délégation) l'ensemble de ses pouvoirs de bourgmestre. Cet échevin est alors appelé « bourgmestre faisant fonction ». La loi communale autorise le bourgmestre à déléguer la signature de certains documents à un ou plusieurs échevins, cette délégation n'entraînant aucune délégation de pouvoir.
Le collège des bourgmestre et échevins s'appelle collège communal depuis 2006 en ce qui concerne la Région wallonne. De même, la loi communale et la loi provinciale ont été intégrées dans un code (le code de démocratie locale et de décentralisation).

## Nomination
Le bourgmestre peut être nommé parmi les élus belges du conseil communal, contrairement aux autres mandats communaux où la nationalité n'a pas d'importance, mais le bourgmestre peut également être nommé en dehors du conseil parmi les électeurs belges de la commune. 
En Région wallonne, depuis les élections d'octobre  2006, le bourgmestre est élu (partiellement, la population n'ayant pas de prise sur les accords de majorité) par la population. C'est le candidat qui reçoit le plus de voix de préférence sur la liste qui reçoit le plus de voix parmi celles qui forment la majorité au conseil communal (et non le candidat qui reçoit le plus de voix) (sauf dans les communes à facilités où le statut linguistique spécial n'oblige pas comme ailleurs en Wallonie que le bourgmestre soit l'élu le plus populaire de la plus grande liste de la majorité). 
La nomination du bourgmestre doit par ailleurs être ratifiée par le gouvernement de la région à laquelle appartient la commune (Région flamande, Région wallonne ou Région de Bruxelles-Capitale). L'ensemble des règles électorales sont fixées dans le Code de la démocratie locale et de la décentralisation. 
Il doit prêter le serment suivant entre les mains du gouverneur ou de son délégué : « Je jure fidélité au Roi, obéissance à la Constitution et aux lois du peuple belge ». 
En Région flamande, ce serment a été sensiblement réduit et depuis 2006 ne fait plus référence ni à la Constitution ou aux lois du peuple belge, ni à la fidélité au Roi : « Je jure de respecter les obligations liées à mon mandat (Ik zweer de verplichtingen van mijn mandaat trouw na te komen) ».

## Attributs
L'écharpe, pour les bourgmestres, est tricolore, noir, jaune et rouge, avec des franges argentées (Région flamande et Région de Bruxelles-capitale) ou dorées (Région wallonne). Pour les échevins, elle est soit jaune et noire à franges rouges (Région flamande et Région de Bruxelles-capitale), soit rouge et jaune à franges argentées (Région wallonne). L'écharpe mayorale ou scabinale se porte soit à la taille (nœud côté gauche), soit sur l'épaule droite.

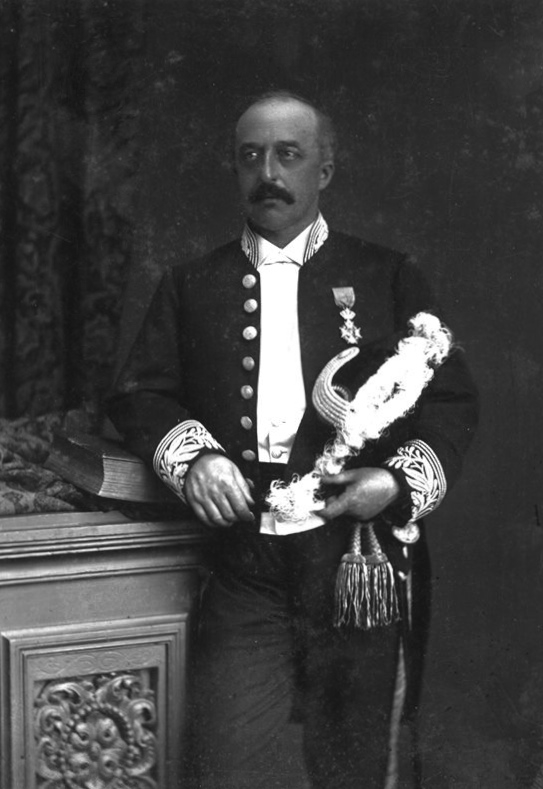
Jules Audent en grand costume de bourgmestre, encore porté dans les années 1930.
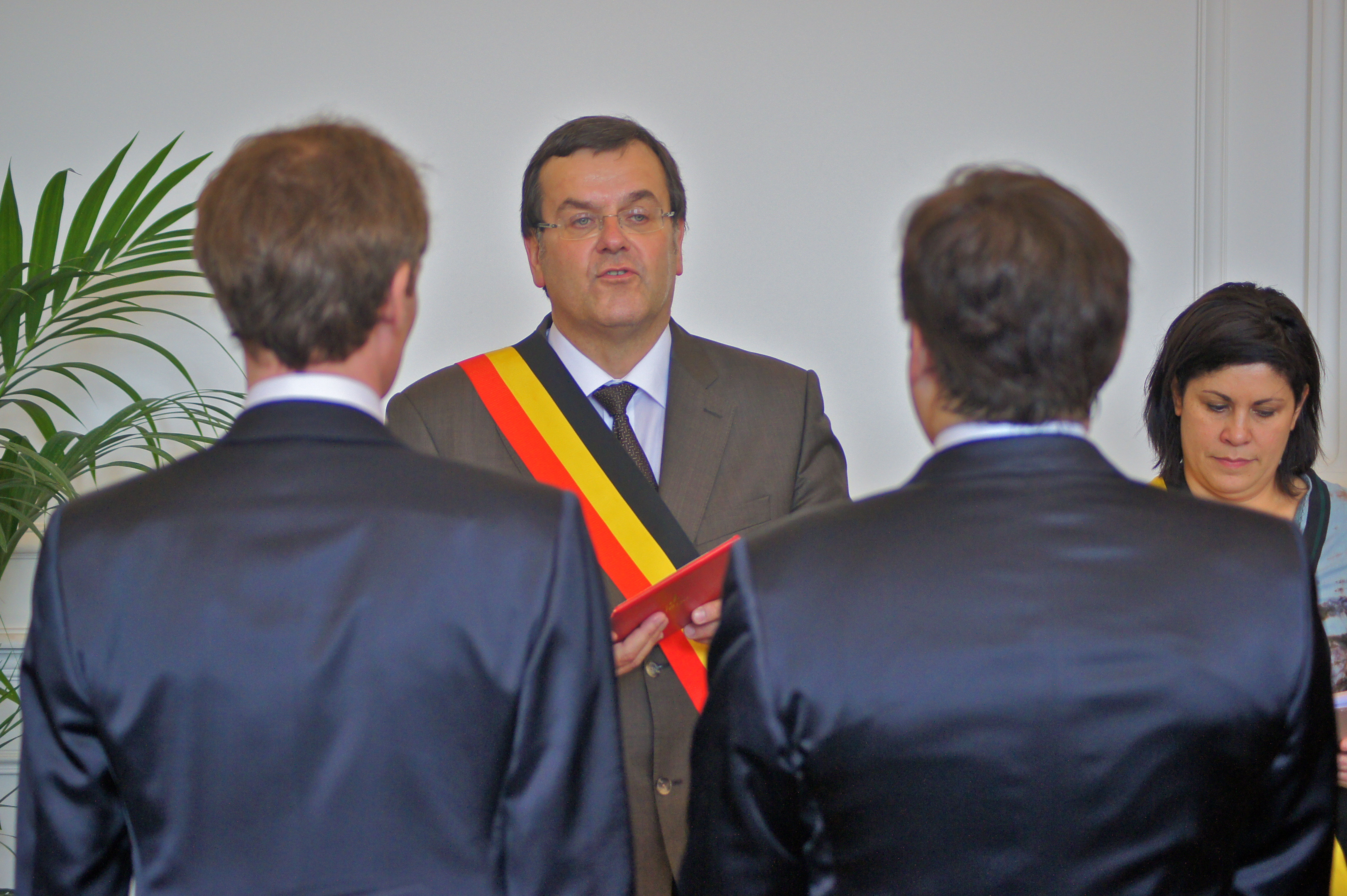
Willy Demeyer, bourgmestre de Liège, l'écharpe à l'épaule.
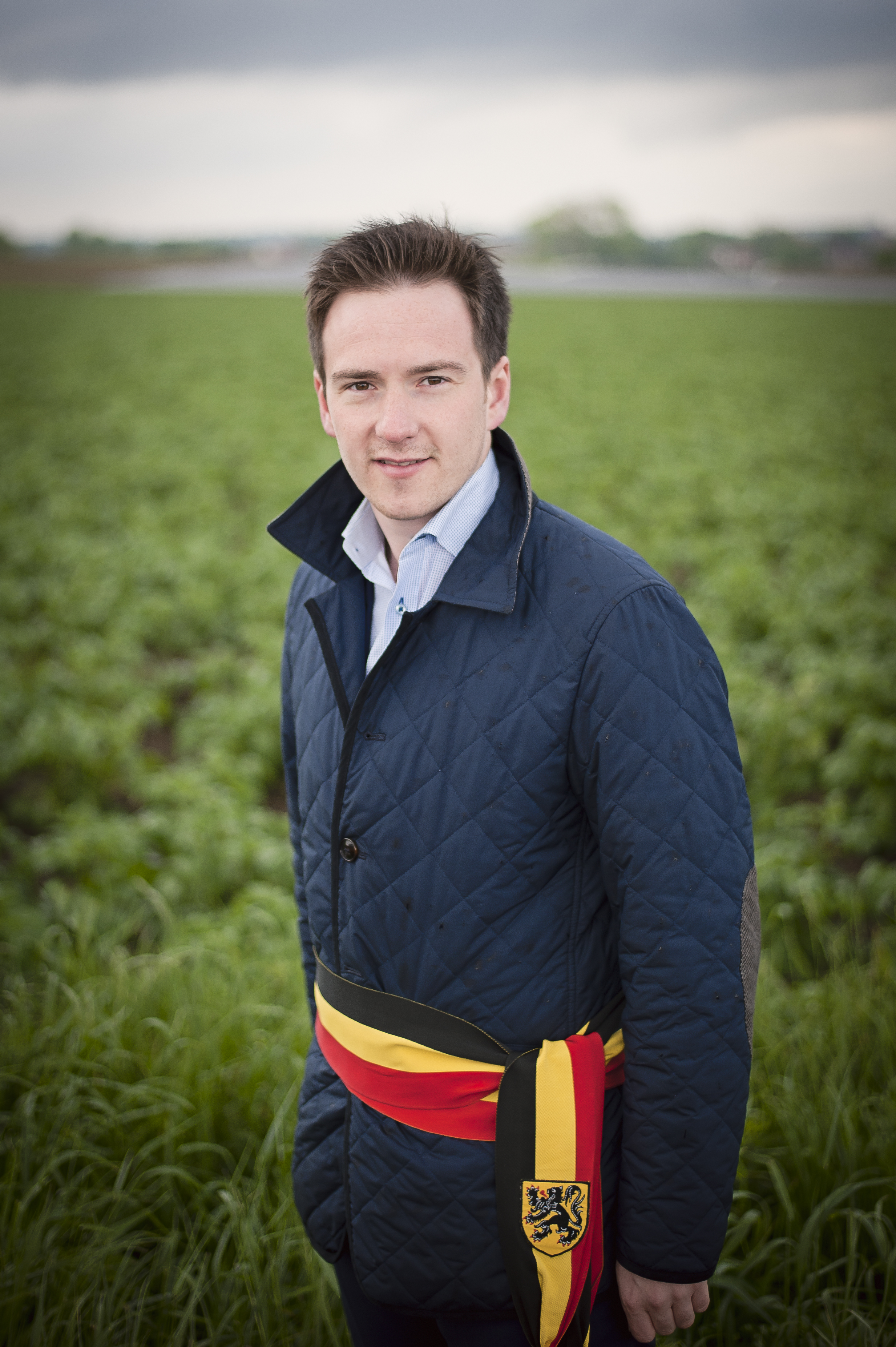
Francesco Vanderjeugd, l'écharpe à la taille.
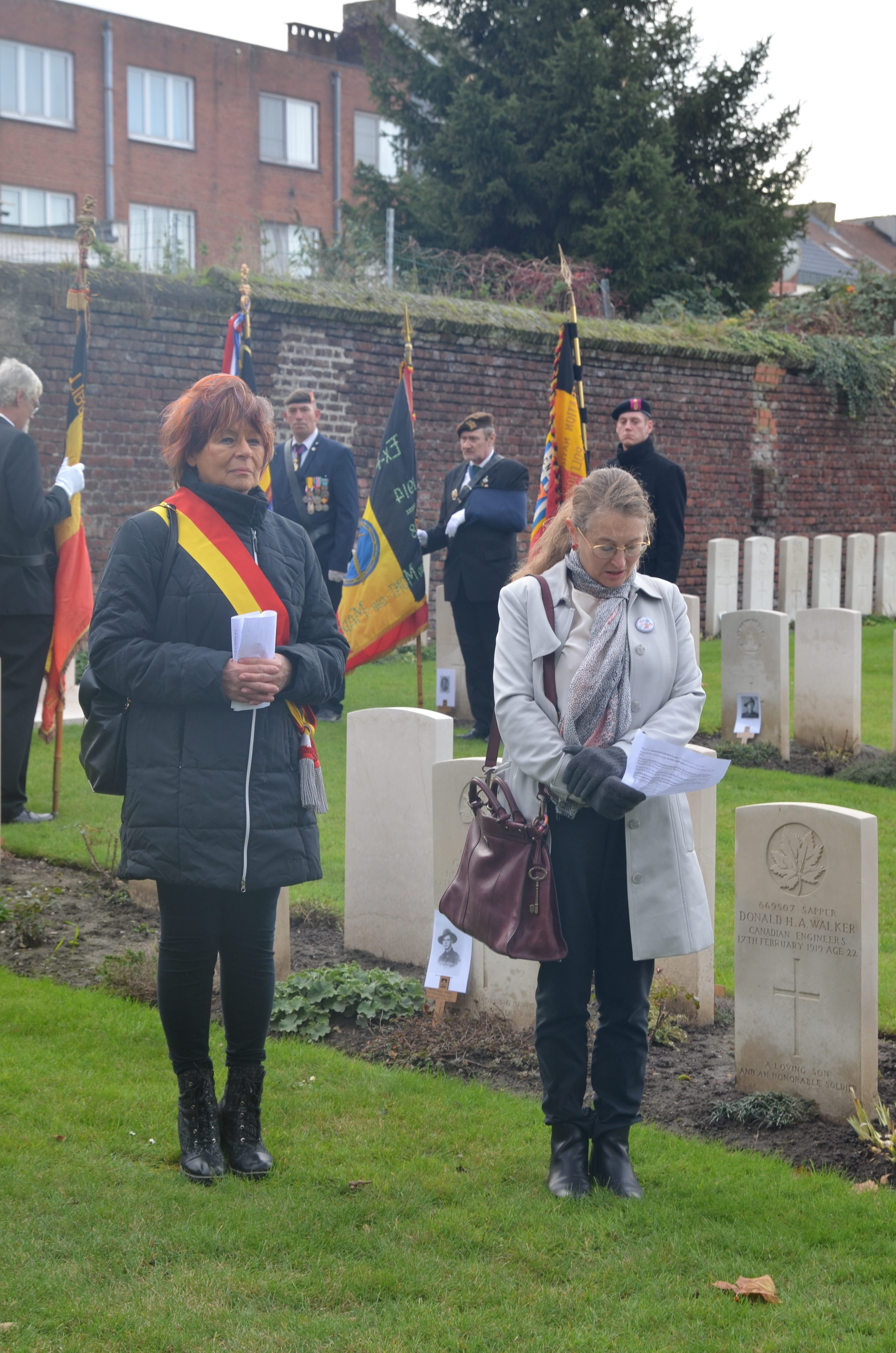
Échevine wallonne avec son écharpe rouge et jaune.